# Intermontane Plateaus
Intermontane Plateaus oder Intermontane Plateau System (beides englisch) ist der Oberbegriff für die zwischen den Randgebirgen der nordamerikanischen Kordilleren liegenden Gebiete (siehe Innermontane Hochplateaus). Dabei handelt es sich jedoch nicht nur um Hochplateaus im geomorphologischen Sinn, sondern um Landformen aller Art, die niedriger als die Randketten und weniger stark zerklüftet sind.
Die konkrete Zuordnung der Gebiete ist uneinheitlich: Neben der gesamten Region wird die Bezeichnung häufig für zwei unterschiedliche Teilregionen verwendet, die durch die Columbia Mountains und die nördliche Kaskadenkette voneinander getrennt sind.

## Nördliche Intermontane Plateaus

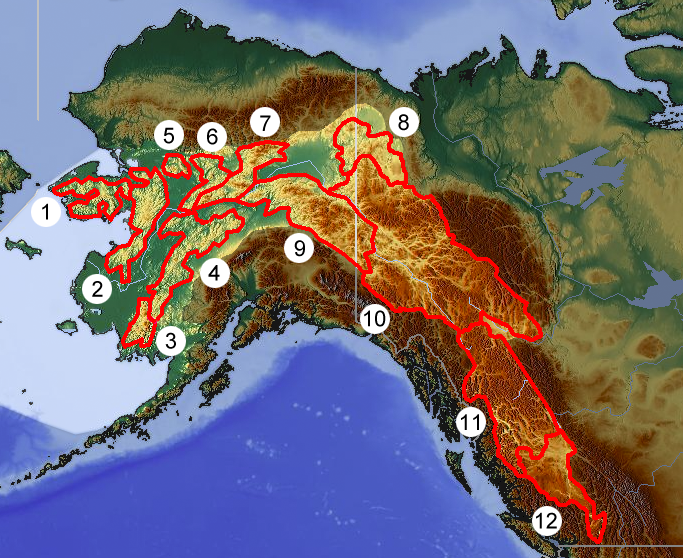
Inseln, Ebenen, Plateaus und Gebirgszüge zwischen den äußeren Kordilleren Alaskas und Kanadas

In neueren wissenschaftlichen Arbeiten steht die Bezeichnung in der Regel für die zusammenhängenden nördlichen innermontanen Gebiete (Alaska und West-Kanada), die im Westen und Süden durch das pazifische Küstengebirge und im Norden und Osten durch die kanadischen Rocky Mountains einschließlich der Mackenzie Mountains bis hin zur Brookskette begrenzt werden. Im Süden enden die intermontanen Plateaus am Similkameen River nahe der Grenze Kanadas zu den Vereinigten Staaten. Diese Gebiete haben zusammen eine maximale Ausdehnung von rund 3200 km.
Folgende Plateaus und Gebirge werden dabei als intermontane Plateaus zusammengefasst (siehe Karte):
1. Gebirge der Seward-Halbinsel
2. Nulato Hills
3. Ahklun Mountains
4. Kuskokwim Mountains
5. Purcell Mountains
6. Indian Mountains
7. Kokrine-Hodzana Highlands
8. Porcupine Plateau
9. Yukon-Tanana Upland
10. Yukon Plateau
11. Interior Mountains
12. Interior Plateau

Der höchste Gipfel ist der 2972 m hohe Keele Peak in den Selwyn Mountains, einem Gebirgszug auf dem Yukon Plateau.
In der Geomorphologie werden zum Teil auch die vorgelagerten Inseln (Sankt-Lorenz-Insel, St.-Matthew-Insel, Nunivak, Pribilof-Inseln) und die zwischen den Erhebungen liegenden Tiefebenen eingeschlossen (zum Beispiel Yukon Flats, Kanuti Flats, Koyukuk Flats, Kobuk-Selawik Lowland, Selawik Hills, Nushagak-Halbinsel, Yukon-Kuskokwim-Delta und Liard Plain).
Das Intermontane Plateau System des Nordens hat ein weniger stark strukturiertes Relief als die flankierenden Gebirgsketten und ist im Durchschnitt zwischen 1000 und 2000 m hoch; zuzüglich den unter 300 m Meereshöhe liegenden großflächigen Tiefebenen Alaskas. Wie für alle Hochplateaus innerhalb großer Faltengebirge typisch, sind sie deutlich niedriger als die umgebenden Randketten (die hier im Mittel nochmals 1000 bis 2000 m höher sind), meist weniger zerklüftet und häufig von ausgedehnten Hochebenen geprägt, aus denen sich wiederum relativ niedrigere Gebirge erheben. Ebenfalls typisch für innermontane Regionen ist eine dünnere Erdkruste: Während sie unter den Randketten bis zu 50 km mächtig ist, erreicht sie unter den intermontanen Plateaus nur zwischen 25 und 35 km Mächtigkeit.

## Westliche Intermontane Plateaus

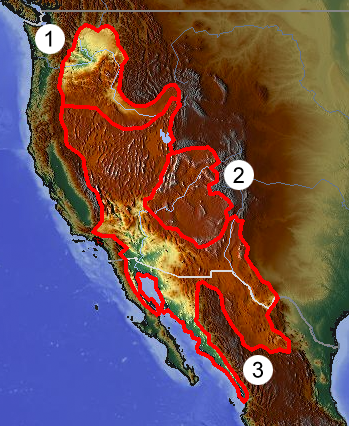
Plateaus, Gebirgszüge und Flussniederungen zwischen den pazifischen Kordilleren des „Wilden Westens“ und den Rocky Mountains

Die United States Geological Survey verwendet seit längerem die gleiche Bezeichnung für die Massenerhebungen im Westen der USA zwischen den Rocky Mountains am Ostrand und der Kaskadenkette sowie Sierra Nevada am Westrand und lehnt sich damit an die physiographische Regionen nach Fenneman an.
In diesem Sinne werden drei Teilregionen differenziert (siehe Karte):
1. Columbia Plateau
2. Colorado-Plateau
3. Basin and Range Province

Die letztgenannte Teilregion – ehemals Plateau, heute Bruchschollengebirge – erstreckt sich bis Mexiko und umfasst die Küstenebenen rund um den Golf von Kalifornien bis zum Bundesstaat Nayarit sowie das gesamte Hochplateau der Chihuahua-Wüste.
Die höchste Erhebung der westlichen innermontanen Plateaus ist der 4344 m hohe White Mountain Peak an der zentralen Grenze zwischen Kalifornien und Nevada.